# Celmisia hookeri
Celmisia hookeri là một loài thực vật có hoa trong họ Cúc. Loài này được Cockayne mô tả khoa học đầu tiên năm 1915.